# 維什內韋 (波克羅夫斯克區)
48°09′01″N 37°14′57″E / 48.15028°N 37.24917°E
維什內韋（羅馬化：Vyshneve）是位於烏克蘭東部頓涅茨克州波克羅夫斯克區的塞利多韋市鎮的鎮，2022年人口為244人，面積0.44平方公里，人口密度每平方公里555人。2024年11月3日，維什內韋被俄羅斯軍隊佔領。

## 人口統計
根據 2001年烏克蘭人口普查，村民的母語分配如下：
- 俄語：72.7%
- 烏克蘭語：27.3%
- 其他：<0.1%